# Nepetalactona
La nepetalactona es un compuesto orgánico cuya fórmula química es C
10H
14O
2; fue el primer compuesto aislado de la planta de hierba gatera (Nepeta cataria), que actúa como un atrayente para los gatos. Es un biciclo monoterpenoide, es decir, es un compuesto de diez carbonos derivado del isopreno con dos anillos fusionados: un ciclopentano y una lactona. La estructura y los efectos del compuesto son similares a los de los valepotriatos.
Este compuesto se dio a conocer por primera vez en 1941 después de haber sido aislado de la hierba gatera haciendo uso de una destilación por arrastre de vapor de agua.
El compuesto también está presente en la madera de la madreselva tartárica (Lonicera tatarica), la viruta de esta madera se utiliza a menudo para confeccionar juguetes para gatos.

## Efectos en los animales
El compuesto activo en la Nepeta cataria es la 4aα,7α,7aα-nepetalactona, tiene un efecto característico en los gatos. Alrededor del 80% de los gatos se ven afectados; La susceptibilidad está vinculada a algún rasgo genético. La sustancia química interactúa en forma de vapor en el epitelio olfativo. El compuesto afecta solo ligeramente a los humanos actuando como un sedante débil, antiespasmódico, febrífugo y antibacteriano. En dosis altas también tiene un efecto emético. La nepetalactona también tiene efectos sobre algunos insectos: repele a las cucarachas y mosquitos.